# Ouwehands Dierenpark
Koordinaten: 51° 57′ 24,2″ N, 5° 35′ 27″ O
Der Ouwehands Dierenpark ist ein Zoo in der niederländischen Stadt Rhenen in der Provinz Utrecht. Das Gelände befindet sich auf dem Grebbeberg. Der Zoo ist bei der European Association of Zoos and Aquaria (EAZA) und der Nederlandse Vereniging van Dierentuinen (NVD) akkreditiert.

## Geschichte
Der Zigarrenfabrikant Cor Ouwehhand gründete 1919 eine Hühnerfarm auf dem Grebbeberg und hielt neben Hühnern auch andere Tiere. In dieser Zeit besuchten viele Landwirte die Farm, kamen meist jedoch nicht wegen der Hühnerrassen, sondern interessierten sich für die anderen Tiere, die auch dort lebten, beispielsweise Waschbären, Pfauen und Fasanen. In den 1930er Jahren ließ das Interesse an der Hühnerfarm deutlich nach. Die besonderen Tiere im Park zogen hingegen weiterhin Besucher an. Ouwehhand beschloss daher, die Hühnerfarm in einen Zoo umzuwandeln. Er besuchte verschiedene zoologische Gärten in Europa, um Anregungen für die Gestaltung eines Tierparks zu gewinnen. Der nach dem Gründer Ouwehhands Dierenpark genannte Zoo wurde am 18. Juni 1932 auf einem 10 Hektar großen Gelände für die Öffentlichkeit geöffnet.
Die Lage des Zoos auf dem Grebbeberg war im Zweiten Weltkrieg von strategischer Bedeutung. Nach der Schlacht am Grebbeberg zeigten sich erhebliche Zerstörungen an den Zoogebäuden und viele Tiere verloren das Leben. Der Wiederaufbau nach dem Krieg gestaltete sich schwierig. Der unermüdliche Einsatz der Familie Ouwehhand und seiner Angestellten ermöglichte jedoch eine weitgehende Wiederherstellung. Das Gelände wurde auf 22 Hektar erweitert und der Zoo erlebte eine neue Blütezeit. Im Jahr 2000 übernahm Marcel Boekhoorn, ein niederländischer Milliardär, den Zoo. Dadurch standen Mittel zur Verfügung, um die Anlagen zu modernisieren.

## Anlagenkonzept und Tierbestand
Das Gelände ist abwechselnd mit Freianlagen und Tierhäusern ausgestattet. Einen besonderen Anziehungspunkt für die Besucher stellt das Schauaquarium dar. 2015 wurde dort ein großes Becken für Zitteraale (Electrophorus) in Betrieb genommen. Dieses Becken ist ungefähr 7 Meter lang, 5 Meter breit und 1,4 Meter tief. Es fasst ca. 45.000 Liter Wasser. Die Zitteraale wurden mit einer Länge von etwa einem halben Meter eingesetzt. Ihre erwartete maximale Länge, wenn sie ausgewachsen sind, wird ca. 1,20 Meter betragen.

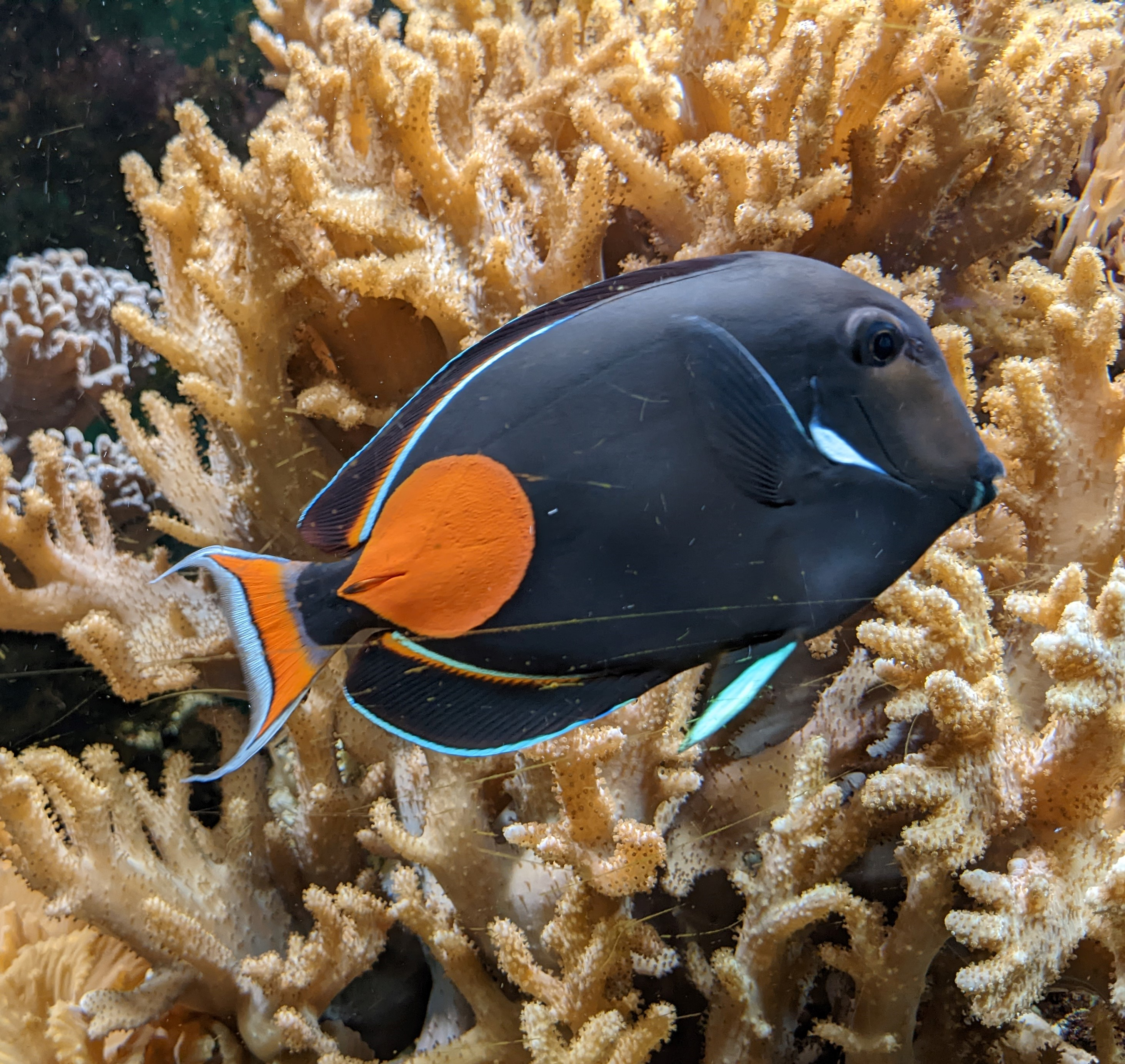
Achilles-Doktorfisch (Acanthurus achilles)
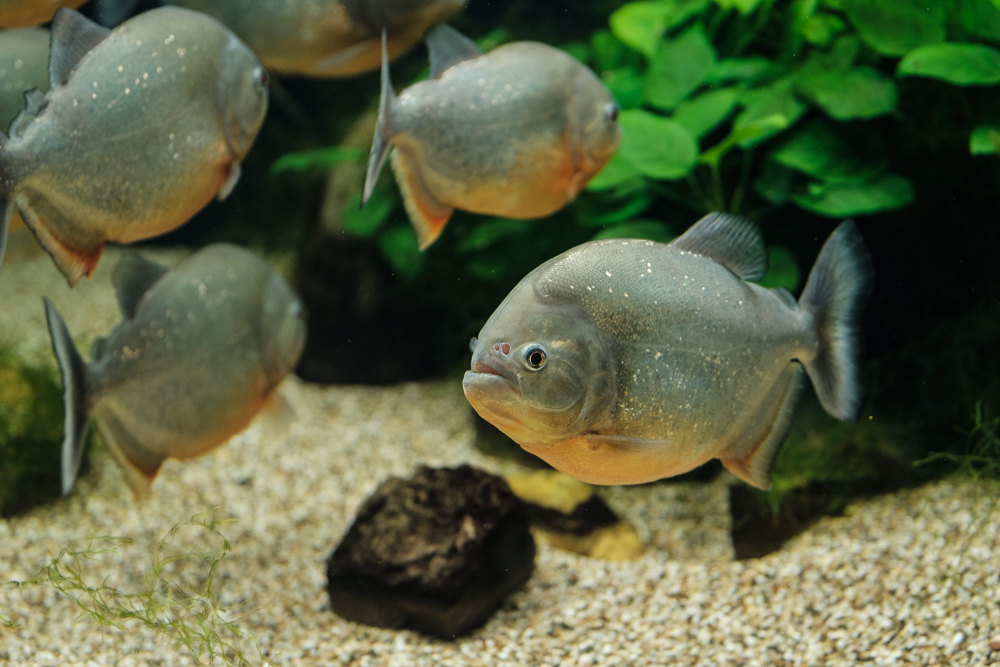
Rote Piranhas (Pygocentrus nattereri)
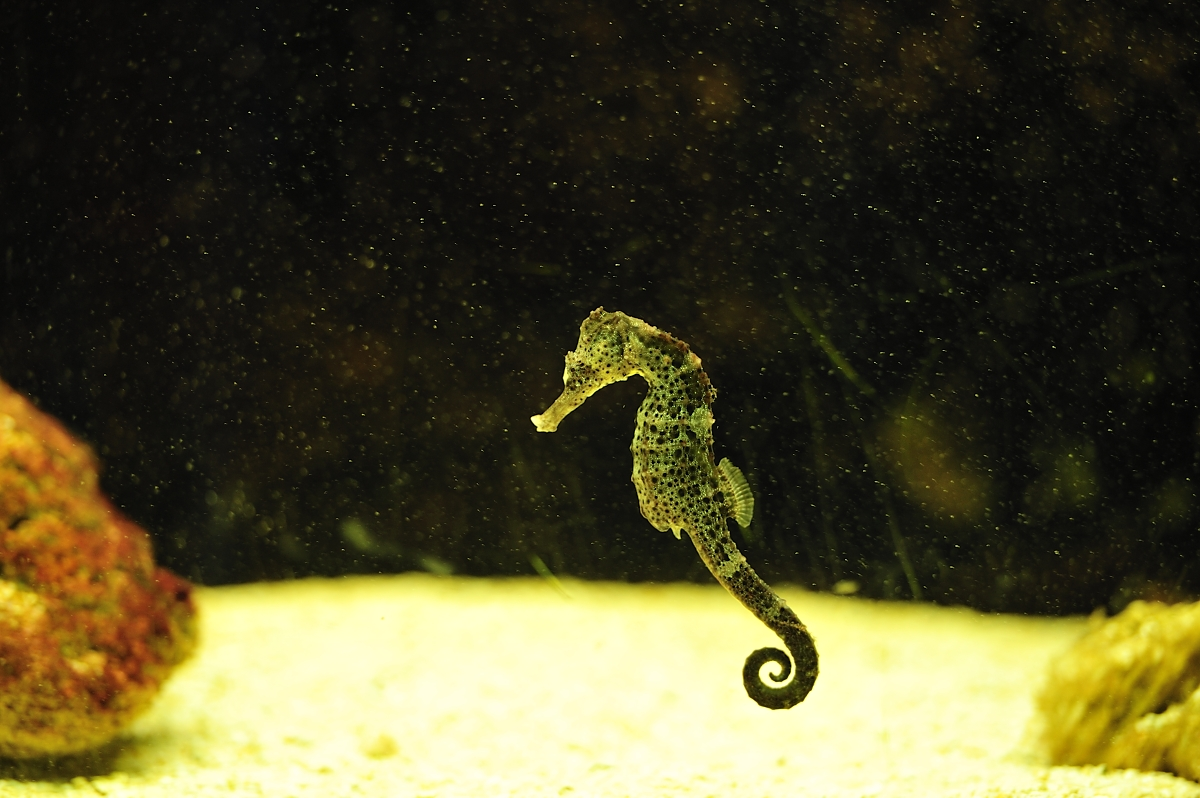
Hippocampus reidi, Langschnäuziges Seepferdchen
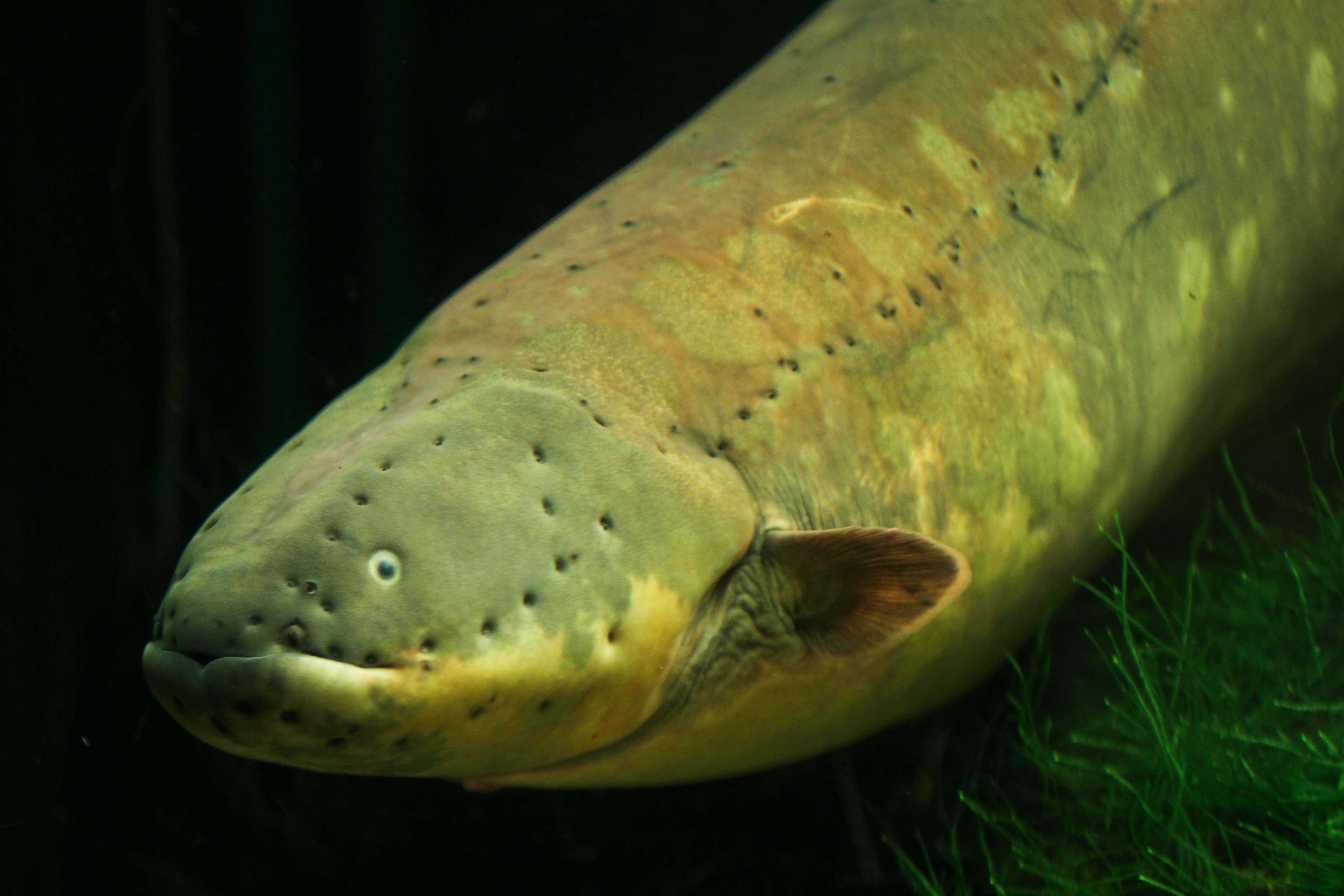
Electrophorus electricus, Zitteraal

Ein weiterer Schwerpunkt im Tierpark ist eine Bärenanlage, die bereits 1999 in Betrieb genommen wurde. Dort werden in erster Linie Braunbären (Ursus arctos) gehalten. Die meisten dieser Bären waren zuvor in Zirkussen untergebracht oder dienten artfremd auf Jahrmärkten als Tanzbären zur Unterhaltung des Publikums.
Bei einem Staatsbesuch von König Wilhelm-Alexander 2015 in China wurde von chinesischer Seite versprochen, ein Pärchen Großer Pandas (Ailuropoda melanoleuca) auf  Leihbasis in die Niederlande zu entsenden. Diese auch als Panda-Diplomatie bezeichnete Geste wurde 2017 mit der Ankunft von zwei Riesenpandas im Ouwehands Dierenpark umgesetzt. Die Tiere erhielten die Namen Wu Wen für das Weibchen und Xing Yan für das Männchen, was „schöne  kräftige Wolke“, und „eleganter Stern“ bedeutet. Für die beiden Tiere wurde mit dem Pandasia-Park eine gesonderte, exklusive Anlage errichtet. Das Areal wurde im traditionellen chinesischen Stil errichtet. Der Bau des 9000 Quadratmeter großen Pandasia-Parks kostete etwa sieben Millionen Euro. Er besteht aus einem Pandabereich und einem Besucherbereich. Im Pandabereich gibt es ein Bambuslager, eine Tierklinik und eine Aufzuchtstation für Jungtiere. Der Besucherbereich besteht aus Restaurants und Souvenirläden. Verbunden sind die Areale mit einer Holzbrücke. Nach einer Phase der Quarantäne sind die Pandas seit dem 30. Mai 2017 für die Öffentlichkeit zu sehen. Ein weibliches Jungtier wurde am 1. Mai 2020 geboren und Fan Xing genannt. Wenn es erwachsen ist, wird es vereinbarungsgemäß nach China zurückkehren und dort in ein Zuchtprogramm eingestellt.
Seit 2001 werden im Ouwehands Dierenpark weiße Löwen (Panthera leo) gehalten. Deren als Leuzismus beschriebene Fellfärbung kommt durch eine Defektmutation zustande, da das Pigment Melanin fehlt. Die weiße Fellfarbe wird über ein rezessives Gen dann weiter vererbt. Der Zoo betreibt die Zucht der weißen Löwen regelmäßig. Die folgende Bildauswahl zeigt im Ouwehands Dierenpark gehaltene weiße Löwen:

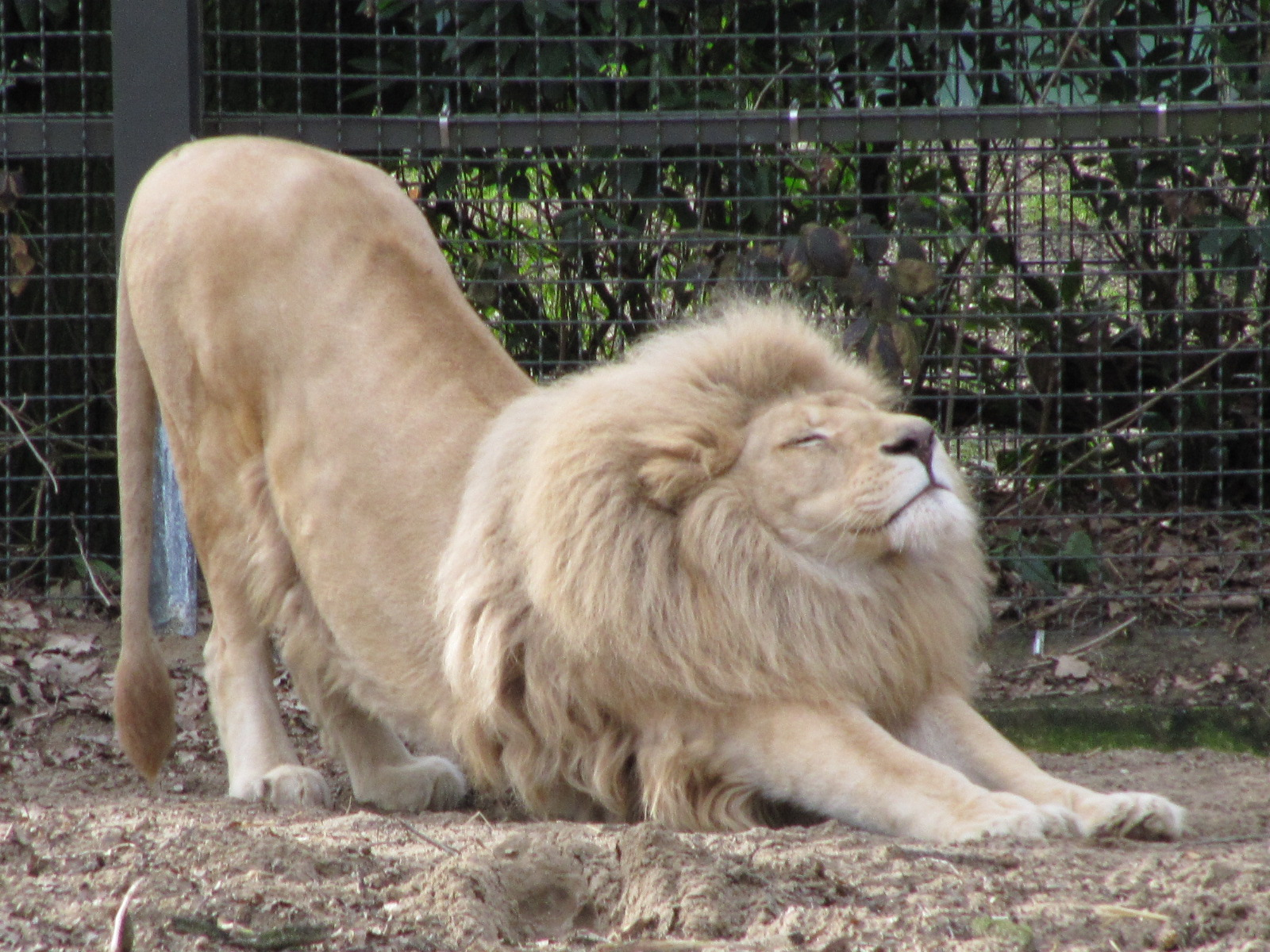
Männchen beim Stretching
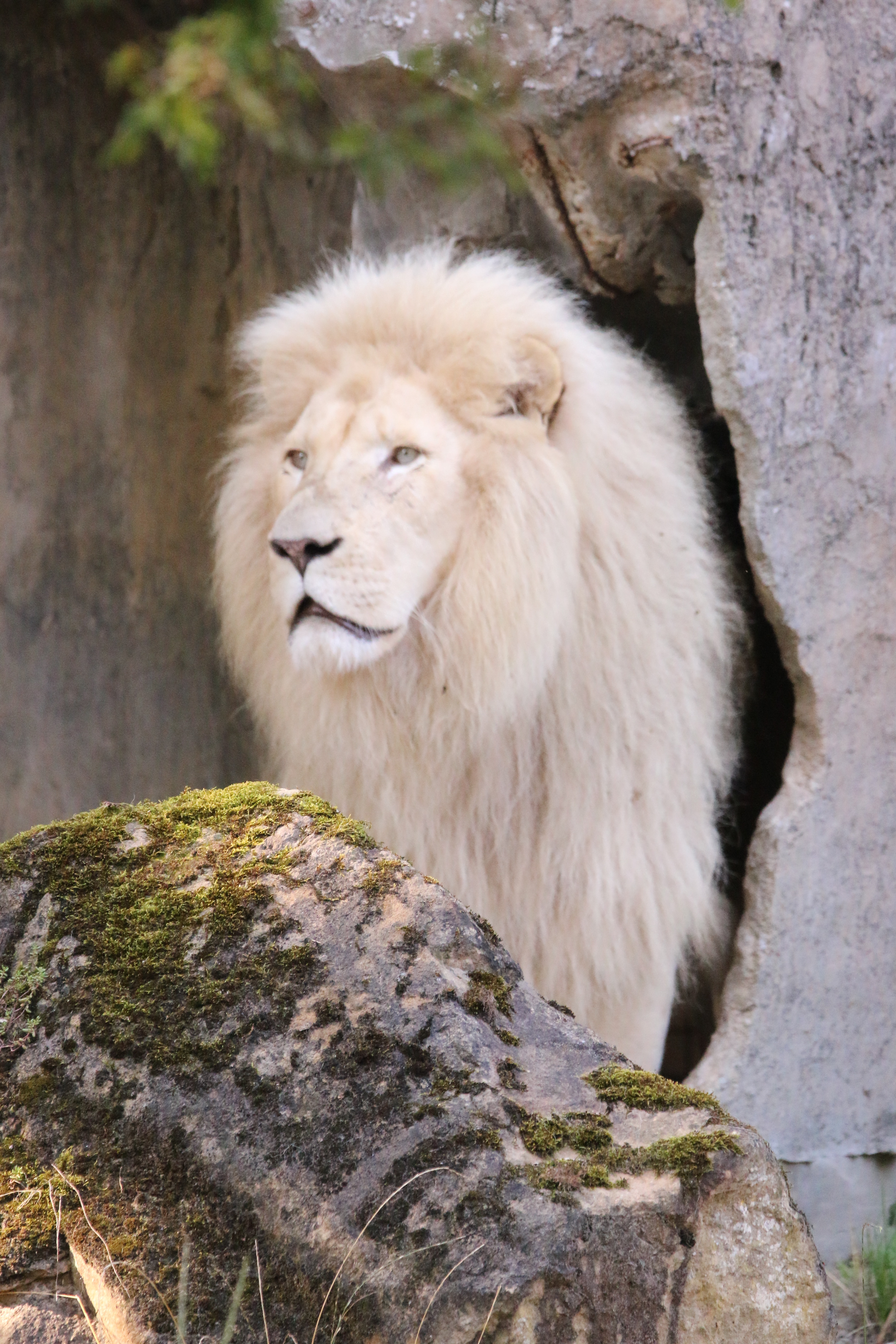
Männchen
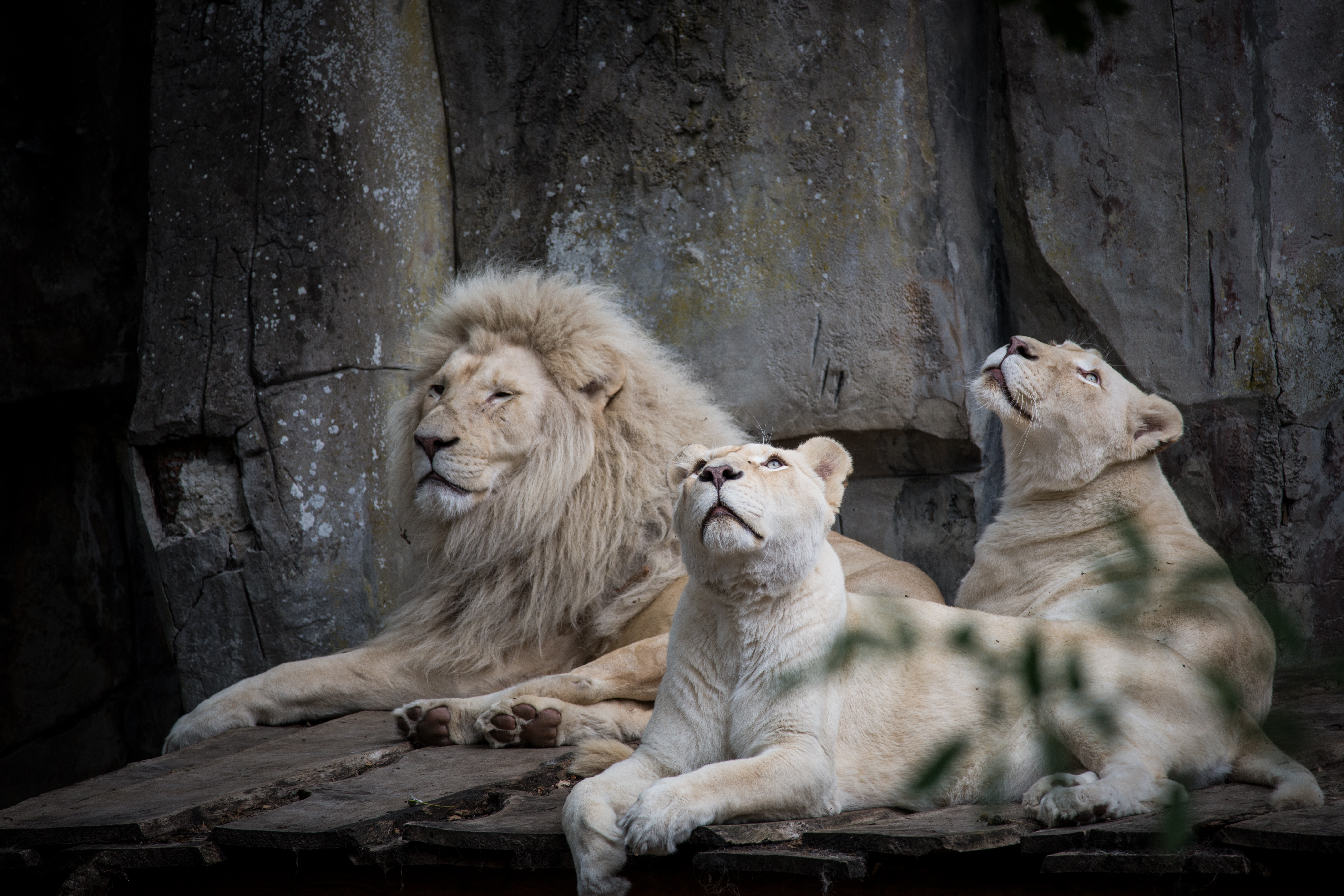
Männchen mit zwei Weibchen
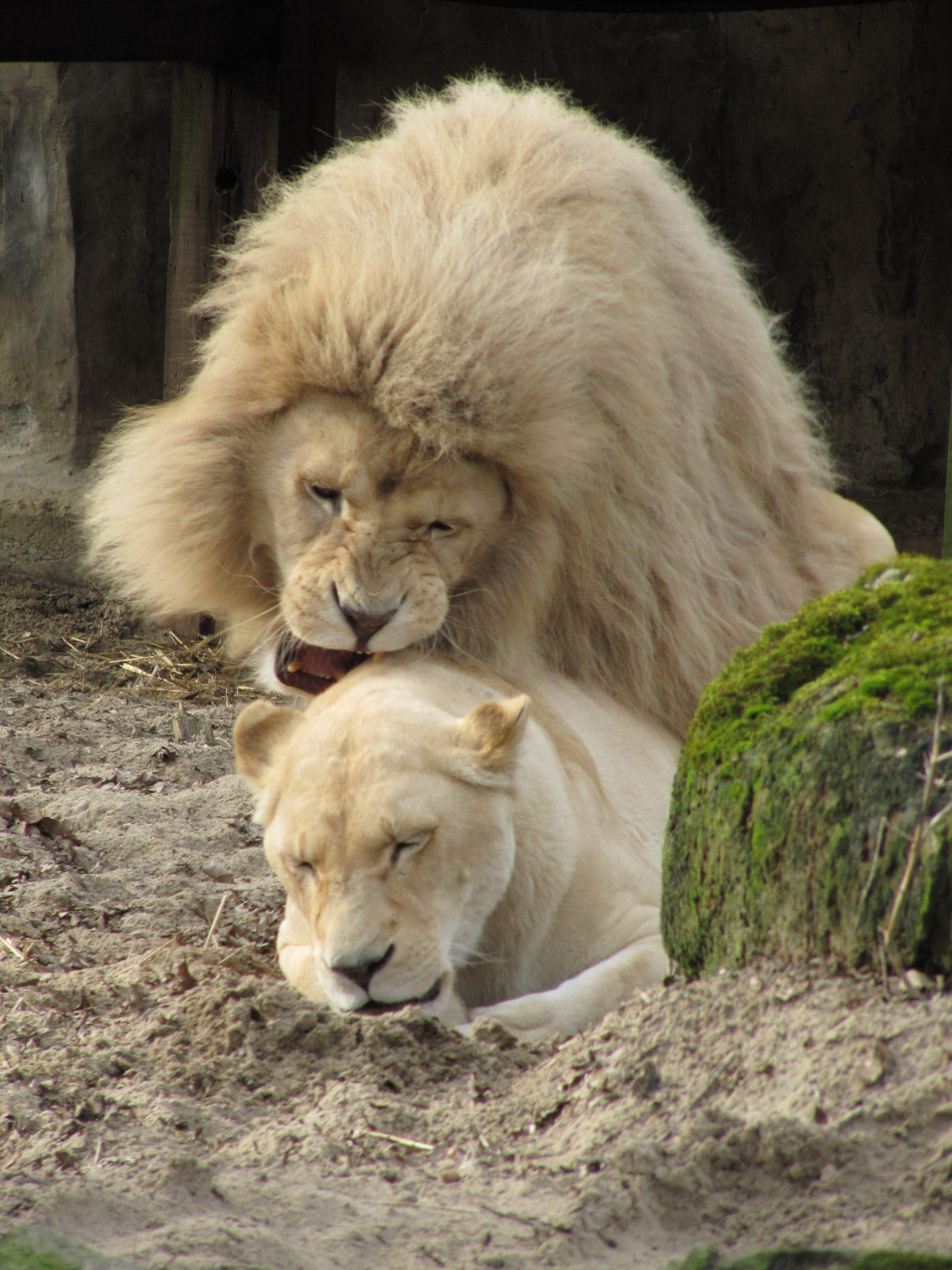
Paarung
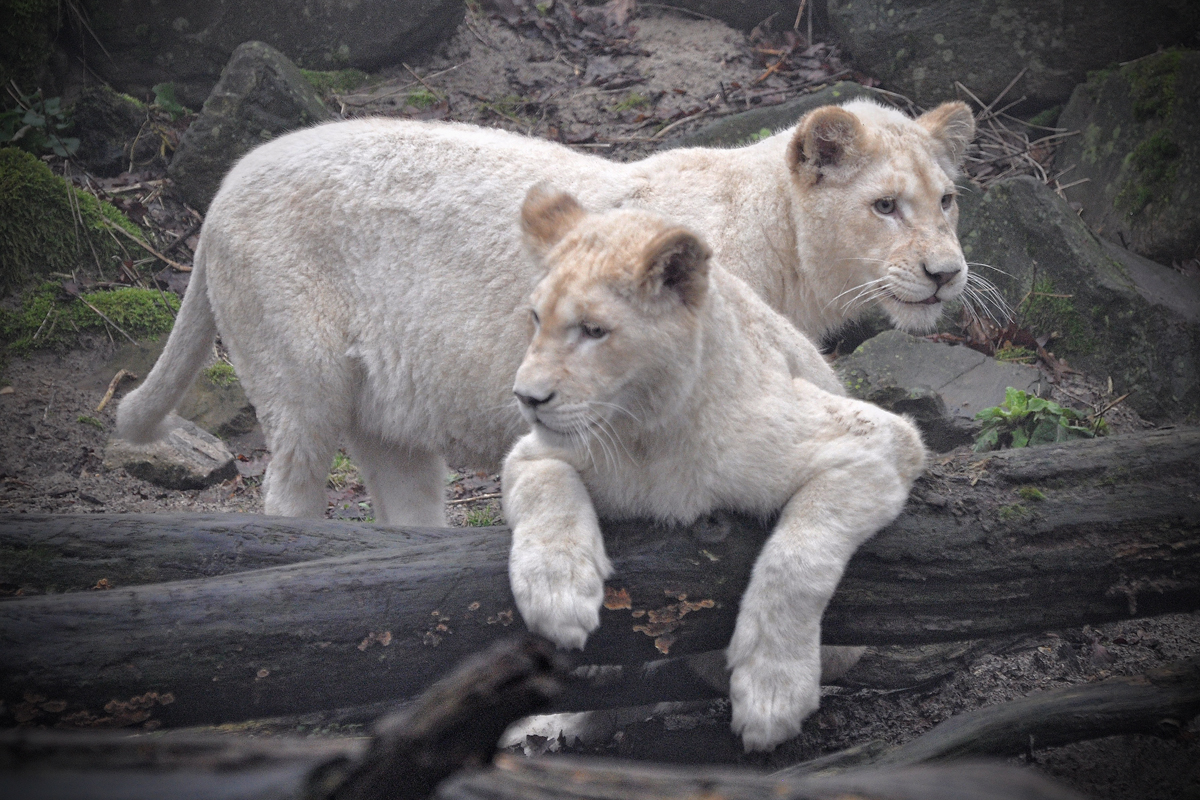
Halberwachsene Jungtiere

## Trivia
In der Saison 2017/2018 war der Ouwehands Dierenpark Trikotsponsor des Fußballvereins NEC Nijmegen.